# Eriospermum algiferum
Eriospermum algiferum là một loài thực vật có hoa trong họ Măng tây. Loài này được Marloth ex A.V.Duthie mô tả khoa học đầu tiên năm 1940.